# دیتنشن
دیتنشن یا بازداشت (به انگلیسی: Detention) (چینی سنتی: 返校; به معنای «بازگشت به مدرسه») یک بازی ویدئویی ماجراجویی ترسناک ساخته شده و توسعه‌یافته توسط توسعه‌دهنده بازی تایوانی رد کندل گیمز می‌باشد که در ۱۳ ژانویهٔ سال ۲۰۱۷ بر روی استیم منتشر گردید. دیتنشن یک بازی پهلو-پیمایشی دوبعدی با فضایی وحشت‌آور می‌باشد که در دههٔ ۱۹۶۰ و در دوران تایوان تحت حکومت نظامی جریان دارد و نیز عناصر مذهبی مبتنی بر اساطیر و فرهنگ تایوان را در خود جای داده‌است.